# Taveuni F.C.
Taveuni F.C. là một câu lạc bộ bóng đá Fiji thi đấu ở giải hạng nhì của Hiệp hội bóng đá Fiji. Đội bóng đến từ đảo Taveuni.
Trang phục của đội bóng gồm áo vàng đen.

## Lịch sử
Hiệp hội bóng đá Taveuni được thành lập năm 1947, dưới sự điều hành của Chủ tịch A. Dayaram.

## Tiểu sử
- M. Prasad, Sixty Years of Soccer in Fiji 1938–1998: The Official History of the Fiji Football Association, Fiji Football Association, Suva, 1998.